# Сов, Дауда
Дауда́ Демба́ Сов (фр. Daouda Demba Sow; род. 19 января 1983, Рубе) — французский боксёр, представитель лёгкой и первой полусредней весовых категорий. Выступал за сборную Франции по боксу во второй половине 2000-х годов, серебряный призёр летних Олимпийских игр в Пекине, победитель турниров национального  и международного значения. С 2009 года боксирует на профессиональном уровне.

## Биография
Дауда Сов родился 19 января 1983 года в городе Рубе департамента Нор. Активно заниматься боксом начал в возрасте тринадцати лет, проходил подготовку в боксёрском клубе Hemois из коммуны Ам.

### Любительская карьера
Выступал на различных юниорских соревнованиях с 1999 года, в том числе неоднократно становился чемпионом Франции по боксу среди юниоров.
В 2004 и 2005 годах был серебряным призёром взрослых национальных первенств Франции, в 2007 году наконец завоевал титул чемпиона страны в лёгкой весовой категории и вошёл в основной состав французской национальной сборной. Занял первое место на чемпионате Европейского Союза в Дублине, выиграл международный турнир «Золотой пояс» в Румынии, стал серебряным призёром Кубка химии в Германии. Побывал на чемпионате мира в Чикаго, где уже на предварительном этапе был выбит из борьбы за медали азербайджанцем Рамалом Амановым.
На первой европейской олимпийской квалификации в Пескаре на стадии четвертьфиналов проиграл украинцу Александру Ключко, но на второй квалификации в Афинах одолел всех соперников по турнирной сетке и удостоился права защищать честь страны на летних Олимпийских играх 2008 года в Пекине. На Играх благополучно прошёл таких боксёров как Ким Сон Гук, Хосе Педраса, Ху Цин и Йорденис Угас. В решающем финальном поединке встретился с чемпионом предыдущей Олимпиады Алексеем Тищенко и уступил ему со счётом 9:11, получив серебряную олимпийскую медаль.
После пекинской Олимпиады Сов ещё в течение некоторого времени оставался в составе боксёрской команды Франции и продолжал принимать участие в крупнейших международных турнирах. Так, в 2009 году он вновь выиграл французское национальное первенство, выступил на Мемориале Бочкаи в Венгрии. В сезоне 2012/2013 боксировал в матчевых встречах полупрофессиональной лиги WSB, где представлял американскую команду «Нокауты США».

### Профессиональная карьера
В 2009 году Дауда Сов успешно дебютировал на профессиональном уровне. В течение шести последующих лет одержал на профессиональном ринге 18 побед, в том числе завоевал и защитил титул чемпиона Франции в лёгкой весовой категории. Первое в профессиональной карьере поражение потерпел в марте 2016 года, раздельным решением судей от соотечественника Ренальда Гарридо. В апреле 2017 года единогласным судейским решением проиграл Язиду Амгару, при этом на кону стоял титул чемпиона Франции в первом полусреднем весе.